# 奈古町
奈古町（なごちょう）は、山口県阿武郡にあった町。現在の阿武町大字奈古・木与にあたる。本項では町制前の名称である奈古村（なごそん）についても述べる。

## 地理
- 海洋 ： 日本海
- 山岳 ： 栃原山、床並山、中山、生平山、遠岳山
- 島嶼 ： 野島、男鹿島

## 歴史
- 1889年（明治22年）4月1日 - 町村制の施行により、奈古村・木与村の区域をもって奈古村が発足。
- 1942年（昭和17年）11月3日 - 奈古村が町制施行して奈古町となる。
- 1955年（昭和30年）1月1日 - 福賀村・宇田郷村と合併して阿武町が発足。同日奈古町廃止。

## 経済

### 産業
農業
『大日本篤農家名鑑』によれば、奈古村の篤農家は「案野洵一郎、長山啓介、長山源吉、中村平七、中村竹松、小野彌市、西村文作、田中要吉、田中善衛、池田健熊」などがいた。

## 交通

### 鉄道路線
- 日本国有鉄道
  - 山陰本線
    - 木与駅 - 奈古駅

## 出身・ゆかりのある人物
- 岡十郎（東洋捕鯨社長） - 西村礼作の弟[2]。
- 西村礼作（衆議院議員）[2] - 西村家は奈古村に住し、代々農業並びに生蝋製造を業とする[3]。
- 松井信助（下関市長）[4]